# Natacha Atlas
Pour les articles homonymes, voir Atlas.
Natacha Atlas, née le 20 mars 1964 à Schaerbeek (Bruxelles), est une chanteuse belge d'origine égypto-anglaise,,. Sa discographie est essentiellement en langue anglaise et arabe. Bien qu'elle parle également couramment le français, elle a chanté seulement trois chansons dans cette langue en trente ans de carrière.

## Biographie
Natacha Atlas est la fille d'un médecin égyptien et d'une costumière britannique. Elle grandit notamment à Schaerbeek et Molenbeek, des communes bruxelloises imprégnées de cultures maghrebines. Après le divorce de ses parents, jeune enfant âgée de 7 ans, elle suit sa mère en Grande-Bretagne.
Natacha Atlas se fixe pour mission de rapprocher l'Orient et l'Occident sur le plan musical, en mêlant les musiques et les chants orientaux, classiques ou de variété, la chanson française, la pop et le rap. Cet éclectisme stylistique lui vaut d'être classée par l'industrie phonographique dans la catégorie des interprètes de « musiques du monde ».
Elle obtient ses premiers succès en tant que chanteuse de Transglobal Underground à partir de 1993 et sur l'album Rising above Bedlam (1991) de Jah Wobble. Dans les pays francophones, elle reçoit un solide soutien de la diaspora maghrébine à la recherche d'une musique à son image et plus largement d'un public occidental amoureux de sa musique métissée.
Forte de ce public, elle reçoit en France une victoire de la musique pour son interprétation novatrice et l'orchestration orientalisée de la chanson Mon amie la rose (1999) de Cécile Caulier interprétée en 1964 par Françoise Hardy. Natacha Atlas interprète à la télévision ce même titre en duo avec Francis Cabrel.

Elle fait partie, avec Patrice, Faudel, Mich Gerber, Sonalp ou encore le Septeto Nacional (en) d'Ignacio Piñeiro, des têtes d'affiche du World Music Festiv'Alpe organisé en 2004 à Château-d'Œx dans le Canton de Vaud.

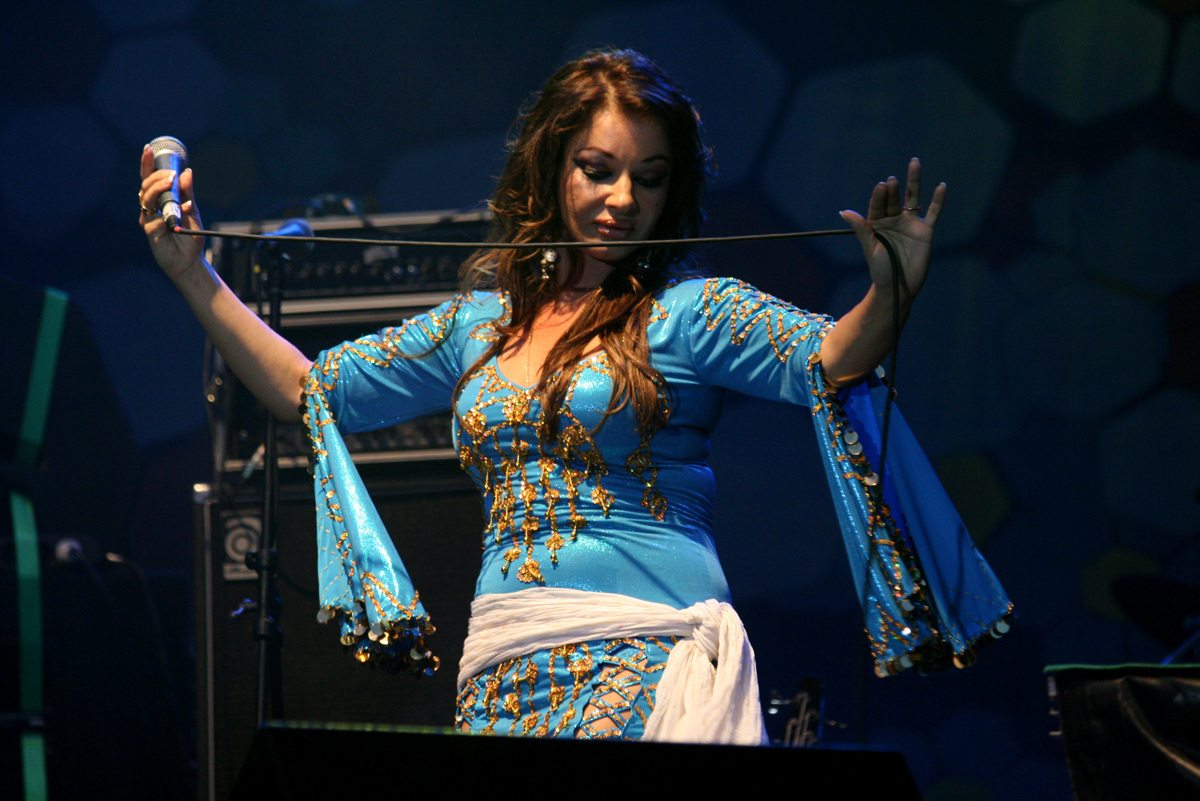
Natacha Atlas en concert à Budapest en 2008.

En 2013, elle participe avec Samy Bishai à la musique du ballet "les Nuits" d'Angelin Preljocaj inspiré des contes des Mille et Une Nuits, dont la première mondiale a lieu le 29 avril 2013, à Aix-en-Provence, dans le cadre de Marseille-Provence 2013, Capitale européenne de la culture.
Ibrahim Maalouf compose pour elle un album, Myriad Road, sorti en novembre 2015, aux tonalités jazz principalement et chanté en anglais : « Nous nous étions déjà rencontrés, mais nous nous sommes vraiment parlé pour la première fois il y a trois ans lors d’un concert, à Istanbul, du oudiste Smadj, que l’on retrouve sur l’album. Nous sommes tous les deux le produit d’une dualité, à mi-chemin entre l’Orient et l’Occident, nous avons des goûts communs pour la musique d’Oum Kalsoum, de Fairuz ou des Libanais de Soap Kills. »

## Vie privée et engagements
En 1999, Natacha Atlas a épousé le joueur de kanoun syrien Abdullah Chhadeh, dont elle a divorcé en 2005.
Depuis 2009, elle est en couple avec le violoniste égypto-britannique Samy Bishai, qui a produit son album Mounqaliba en 2010.
En 2001, Natacha Atlas est nommée ambassadrice de bonne volonté de la Conférence des Nations unies contre le racisme par Mary Robinson qui l'a choisie  car « elle incarne le message qu'il y a une force dans la diversité. Que nos différences - qu'elles soient ethniques, raciales ou religieuses - sont une source de richesse à embrasser plutôt qu'à craindre ».
En 2006, elle se convertit à l’islam. En 2015, elle est toujours attirée par l’ésotérisme du soufisme, mais dit préférer la méditation à la prière : « Je regrette la vision du monde très manichéenne portée par une partie des musulmans. Les religions sont responsables de la plupart des grands conflits… Il faut rester ouvert à d’autres formes de spiritualité. »

## Citations
« C'est difficile de préciser où je veux vivre. Quand je dis Ana Hina, ça veut dire : je suis là avec ma musique pour exprimer mon identité, une dualité - ou plutôt trialité - entre toutes ces cultures. Arabe, et en Angleterre, on est jamais assez british. Lorsque je dis que j'ai des origines orientales et que je chante en arabe, je vois les portes et les visages se fermer aujourd'hui encore. »

## Discographie

### Albums
- 1995 : Diaspora
- 1997 : Halim
- 1999 : Gedida (« gedīdah » signifie « nouvelle »)
- 2000 : The remix collection, album de remixes
- 2001 : Ayeshteni (« ʿayyeštenī » signifie « tu m'as fait revivre »)
- 2002 : Foretold in the language of dreams (The Natacha Atlas & Marc Eagleton Project)
- 2003 : Something Dangerous
- 2005 : Best of Natacha Atlas, plusieurs versions d'une sélection de titres de Natacha Atlas et des remixes.
- 2006 : Mish Maoul (« miš maʿqūl » signifie « ce n'est pas raisonnable »)
- 2008 : Ana Hina (« ʾanā hena » signifie « je suis ici »)
- 2010 : Mounqaliba (In a State of Reversal) (« munqalibah » signifie « retournée »)
- 2011 : Mounqaliba (Rising: The Remixes)
- 2013 : Expressions - Live In Toulouse (Ana Hina et Mounqaliba en version orchestrale pour 18 musiciens)
- 2013 : Les Nuits (Musique créée avec Samy Bishai pour le Ballet d’Angelin Preljocaj)
- 2015 : Myriad Road, composé par Ibrahim Maalouf
- 2019 : Strange Days

### Vidéos
- 2005 : DVD Natacha Atlas - Transglobal Underground, DVD contenant tous les clips de Natacha Atlas, ceux de Transglobal Underground, une interview et quelques titres   enregistrés lors d'un concert à Londres
- 2008 : DVD Natacha Atlas, la rose pop du Caire (Fleur Albert / La Huit / www.lahuit.com)

### Participations
- 1997 : "From Russia with love" dans Shaken and Stirred - the David Arnold James Bond Project (autres artistes : Pulp, Iggy Pop, Propellerheads...)
- 1998 : "L'Égyptienne" avec Les Négresses Vertes (single)
- 1999 : "C'est la vie", CD 1 titre - extrait de l'album Metamorphoses de Jean-Michel Jarre
- 2002 : "Hope" dans Migration, album de Nitin Sawhney (feat.)
- 2002 : "Guide Me God" feat. Sinead O'Connor & Natacha Atlas dans Ghostland, album de John Reynolds notamment
- 2003 : "Communicate" dans Act one album de Blend (groupe libanais)
- 2004 : "Lovers Embrace" avec Phobos, dans l'album Erotic Chillout Sessions
- 2005 : "Light of Life" pour Kingdom of Heaven.
- 2006 : "Persia" de Art Of Trance feat. Natacha Atlas (single)
- 2014 : "Lever du jour" dans Naissance, album d'Estelle Goldfarb
- 2023 : "Extacy" et "Slip N Slide" dans DNA Presents, album de John Digweed
- 2024 : "Who Are We Now" dans Make One Little Room an Everywhere, album de Tori Freestone
- 2024 : "Arazu" dans Mÿa, album de Robinson Khoury